# Fort Louis
Fort Louis (fr. Fort Louis) – ruiny fortu w Marigot, stolicy francuskiego terytorium zależnego Saint-Martin. Zbudowany w celu ochrony portu w Marigot i magazynów tam zlokalizowanych na zlecenie ówczesnego gubernatora Jean-Sébastien de Durat. Pierwotnie z drewna, później przebudowany w kamienny. Na początku XX wieku stracił na znaczeniu i popadł w ruinę.